# Adenostemmatinae
Adenostemmatinae je podtribus glavočika,  dio tribusa Eupatorieae. Postoje 3 roda raširenih po tropskoj Americi, a jedan od njih, Adenostemma, širi se i na tropsku Aziju, Australiju i Oceaniju.
Ime ovog podplemena potječe od njegovog tipičnog roda Adenostemma.

## Rodovi
1. Adenostemma J.R.Forst. & G.Forst. (23 spp.)
2. Sciadocephala Mattf. (6 spp.)
3. Gymnocoronis DC. (4 spp.)